# کالین بریتین
کالین بریتین (انگلیسی: Colin Brittain; née کانینگهام زادهٔ ۲۹ دسامبر ۱۹۸۶) ترانه‌پرداز، تهیه‌کننده موسیقی و موسیقی‌دان اهل ایالات متحده آمریکا است که با وارنر چپل میوزیک قرارداد امضا کرده است. او از سپتامبر ۲۰۲۴ درامر گروه لینکین پارک است. پیش از پیوستن به این گروه، او ترانه‌هایی برای هنرمندانی همچون پاپا روچ، فایو سکندز آو سامر، میاوی و وان اوکی راک نوشته و تهیه‌کنندگی کرده است.

## حرفه
بریتین حرفهٔ خود را به عنوان نوازنده درامز در گروه اوه نو فیاسکو آغاز کرد. اوه نو فیاسکو با فازو سون نیوزیک قرارداد امضا کرد و نخستین آلبوم چندآهنگهٔ خود را با نام No One's Gotta Know منتشر کرد.
در سال ۲۰۲۴، او به گروه راک آمریکایی لینکین پارک به عنوان درامر جدید پس از درامر قدیمی راب بوردون به همراه وکالیست جدید امیلی آرمسترانگ پیوست.